# Perimeter
PERIMETER (рус. — «Периметр») — российская музыкальная группа из Санкт-Петербурга, играющая в стиле дэткор и выпустившая два студийных альбома — «Healing By Festering» (2006) и «Odium Humani Generis» (2008).

## История группы
Группа «Perimeter» была образована в городе Санкт-Петербург в июне 2004 год а Филиппом «Phil» Терпецким, Николаем «Nick» Юрьевым и Антоном «Tony» Павловым. Начинается напряжённая работа над первым материалом на собственной студии. После полугода наработки материала группа знакомится с семплером/клавишником Денисом «Den» Симанским.
В 2004 год у «Perimeter» после долгих поисков находят подходящего басиста — им становится Павел «BJ» Асиновский. Летом на разных сборниках выпускаются песни, записанные в 2003 году (тот самый «первоначальный материал»). Решается кардинально поменять технику игры и стиль в целом. Первым, экспериментальным треком в новом направлении становится песня «Чужой». В это же время к группе присоединяется второй гитарист, Jastin, но почти сразу же покидает её.
В 2005 году записывается песня «Смех» для грядущего клипа. Его отснимут уже к декабрю, и он попадёт на дебютный альбом группы в качестве бонуса. В этом же году происходят фактически кардинальные изменения в составе: барабанщик «Phil» покидает «Perimeter», а также приходит новый вокалист, Никита Шеленков. Предыдущий вокалист, Антон, становится вторым гитаристом, а новым ударником становится Павел «Jim» Лохнин.
В 2006 году группа выпускает дебютный альбом, получивший название «Healing By Festering».
В 2007 вновь происходят изменения в составе — вокалист Никита и басист BJ покидают группу, на место вокалиста приходит Каин, бывший до этого в группе «Katalepsy». Новым басистом становится «Tony», что стало для всех большой неожиданностью.
В 2008 году выходит второй альбом «Perimeter», «Odium Humani Generis», в поддержку которого группа отъездила тур под названием «Death Blow to the Positive Hatred». Также в этом году был записан трек-кавер на песню группы Slayer — «Payback», вышедший на сборнике под названием «A Tribute To SLAYER '25 Year». 6 декабря появилось сообщение «Cain» о том, что он покидает группу. Вновь возвращается Никита Шеленков.
За время существования группа успешно выступала во многих городах/клубах России.
В связи с уходом Никиты «Cain», для создания своего проекта, группа приступила к поискам нового вокалиста.
После недолгих поисков, выбор пал на Алексея Семёнова (ex-«Katalepsy», «Architype»). Изменения в составе произошли органично, так как Алексей прекрасно знаком с творчеством группы и музыкантами, полностью разделяя взгляды и подход к музыке.
В обновлённом составе, с новым вокалом и с новым звучанием было снято видео на трек «Total Fucking Anti Positive» со второго альбома «Odium Humani Generis» и записано живое выступление на Metal-Radio. Группа планирует в 2010 году организовать тур по стране и ближним странам зарубежья с группой.
25 сентября неожиданно появилось сообщение о том, что Алексей «IKON» покинул Perimeter. Место вокалиста вновь занял Никита Шеленков. Несмотря на то, что Никита вернулся в группу как сессионный вокалист, третий альбом группа планирует записать с его участием.
В ночь с 20 на 21 июля утонул Павел Асиновский, бывший басист группы.
В 2010 году по неизвестным причинам группа «Perimeter» прекратила свое существование.
27 ноября 2024 года оставив прощальный пост у себя на странице в социальной сети VK, покончил жизнь самоубийством один из основателей группы, вокалист/гитарист/басист - Антон «Tony» Павлов.

## Состав

### Последний состав
- Николай «Nick» Юрьев — гитара (2004—2010)
- Антон «Tony» Павлов — бас-гитара (до 2006 — вокал, 2006—2007 — гитара) (2007—2010) †
- Ян «Yan» Юрин — барабаны (2009—2010)
- Никита Шеленков — вокал (2006—2007, 2009—2010)

### Бывшие участники
- «Justin» — гитара (2004)
- Никита «Cain» Каин — вокал (2007—2009)
- Алексей «IKON» Семенов — вокал (2009)
- Денис «Den» Симанский — семплинг, клавиши (2004—2008)
- Павел «BJ» Асиновский — бас-гитара (2004—2007) †
- Филипп «Phil» Терпецкий — барабаны (2004—2006)
- Павел Лохнин — барабаны (2006—2009)

## Дискография
- 2006 — Healing By Festering
- 2008 — Odium Humani Generis

## Сборники
- 2008 — A Tribute To SLAYER '25 Year

## Видеоклипы
- «Смех»
- «Bloodsucking Parasite of My Soul» (неофициальный)
- «Total Fucking Anti Positive»